# 서류 가방 (마이크로소프트 윈도우)
서류 가방(Briefcase)은 마이크로소프트 윈도우에서 자신과 다른 폴더 간의 간단한 양방향 파일 동기화를 지원하는 특수 폴더이다. 서류 가방은 이동식 드라이브로 전송하고 이동식 드라이브가 연결된 컴퓨터와 동기화할 수 있도록 모바일 PC 사용자를 위해 설계되었다. 이는 파일 및 파일 폴더와 동일한 비유를 따르며 윈도우 탐색기에서 파일 관리 작업을 수행하는 동안 서류 가방은 복사-붙여넣기 및 끌어서 놓기를 지원하는 등 다른 폴더처럼 작동한다. 동기화되지 않은 파일을 업데이트하기 위한 추가 기능과 도구 모음 버튼이 있다. 윈도우 서류 가방은 윈도우 95에 도입되었으며 윈도우 8에서는 구식화되었으며(제거된 것은 아님) 윈도우 10 빌드 14942에서 최종적으로 제거될 때까지 윈도우 10에서는 완전히 비활성화되었다(그러나 윈도우 레지스트리 수정을 통해 여전히 존재하고 접근이 가능함).

## 같이 보기
- 원드라이브